# Palmiro Togliatti
Palmiro Togliatti, pseudonim Ercoli, (ur. 26 marca 1893 w Genui, zm. 21 sierpnia 1964 w Jałcie) – włoski polityk i antyfaszysta, przywódca włoskich komunistów.

## Życiorys
Działalność polityczną rozpoczął przed I wojną światową, we Włoskiej Partii Socjalistycznej (wstąpił do niej w 1914), po wojnie skupionej wokół turyńskiej gazety „L’Ordine Nuovo”, Antonio Gramsciego. Był współzałożycielem Włoskiej Partii Komunistycznej (1921), a po uwięzieniu Gramsciego przez faszystowski rząd Benito Mussoliniego pozostał aż do śmierci jej przywódcą. W latach 30. pozostawał na wygnaniu.
Powrócił do Włoch w 1944. Pod jego kierunkiem partia dokonała zwrotu ku demokratycznym metodom walki politycznej i zrezygnowała z metod rewolucyjnych. Togliatti był ministrem bez teki w rządzie Pietra Badoglia i wicepremierem rządu Alcide De Gasperiego. Przeciwstawiając się dominującym we Włoskiej Partii Komunistycznej trendom poparł wpisanie traktatów laterańskich do konstytucji włoskiej. WPK stała się drugą co do znaczenia partią polityczną Włoch i największą nierządzącą partią komunistyczną w Europie. Mimo braku władzy w państwie, zdobyła ją w wielu wyborach regionalnych.
15 lipca 1948 r. miał miejsce nieudany zamach na jego życie (Togliatti został trafiony trzema pociskami), co spowodowało falę strajków w całym kraju. W 1956 poparł radziecką interwencję na Węgrzech.
Jako filozof marksistowski Togliatti koncentrował się przede wszystkim na zagadnieniach praktyczno-politycznych, w sferze zagadnień teoretycznych był przede wszystkim kontynuatorem Gramsciego. W języku polskim ukazały się m.in. książka Włoska partia komunistyczna (Warszawa 1961), esej O właściwym pojmowaniu myśli Labrioli (w: Antonio Labriola, Szkice o materialistycznym pojmowaniu dziejów, Warszawa 1961), esej Aktualne znaczenie myśli i działalności Gramsciego (w: Antonio Gramsci, Pisma wybrane, t. I, Warszawa 1961).
Zmarł na udar mózgu. Przebywał na Krymie w sanatorium.
Po śmierci Togliattiego jego nazwiskiem nazwano radzieckie miasto Stawropol nad Wołgą, gdzie kilka lat później rozpoczęto budowę wielkiej fabryki samochodów Żyguli, początkowo na licencji firmy Fiat.